# FGFBP1
FGFBP1 (англ. Fibroblast growth factor binding protein 1) – білок, який кодується однойменним геном, розташованим у людей на короткому плечі 4-ї хромосоми.  Довжина поліпептидного ланцюга білка становить 234 амінокислот, а молекулярна маса — 26 264.
| 10         |  | 20         |  | 30         |  | 40         |  | 50         |
| ---------- |  | ---------- |  | ---------- |  | ---------- |  | ---------- |
| MKICSLTLLS |  | FLLLAAQVLL |  | VEGKKKVKNG |  | LHSKVVSEQK |  | DTLGNTQIKQ |
| KSRPGNKGKF |  | VTKDQANCRW |  | AATEQEEGIS |  | LKVECTQLDH |  | EFSCVFAGNP |
| TSCLKLKDER |  | VYWKQVARNL |  | RSQKDICRYS |  | KTAVKTRVCR |  | KDFPESSLKL |
| VSSTLFGNTK |  | PRKEKTEMSP |  | REHIKGKETT |  | PSSLAVTQTM |  | ATKAPECVED |
| PDMANQRKTA |  | LEFCGETWSS |  | LCTFFLSIVQ |  | DTSC       |  |            |

A: Аланін

C: Цистеїн

D: Аспарагінова кислота

E: Глутамінова кислота

F: Фенілаланін

G: Гліцин

H: Гістидин

I: Ізолейцин

K: Лізин

L: Лейцин

M: Метіонін

N: Аспарагін

P: Пролін

Q: Глутамін

R: Аргінін

S: Серин

T: Треонін

V: Валін

W: Триптофан

Локалізований у клітинній мембрані, мембрані.
Також секретований назовні.